# ロレンツォ・インシーニェ
ロレンツォ・インシーニェ（Lorenzo Insigne, 1991年6月4日 - ）は、イタリア・ナポリ県フラッタマッジョーレ出身のプロサッカー選手。メジャーリーグサッカー・トロントFC所属。ポジションはFW。イタリア代表。
ナポリ出身・SSCナポリの下部組織出身であるため、「地元のアイドル」と称されることも多い。

## クラブ経歴

### 生い立ち
父親が元アマチュアのサッカー選手、4人兄弟全員がサッカー選手になるというサッカー一家で育つ。4人兄弟の次男で、3歳下の弟で三男のロベルト・インシーニェもSSCナポリの下部組織出身で、現在はセリエBのフロジノーネ・カルチョでプレーしている。3歳上の兄で長男のアントニオはASDカサル・ディ・プリンシペ（実質5部）でプレーを続け、末弟で四男のマルコは現役を引退し、フレッチャロッサの運転手として勤務している。学生時代は欠席が多く、高校は1年で退学している。父親が失業したため、フラッタマッジョーレの市場で衣服などを売るアルバイトをして生計を助ける傍ら、サッカーの練習に取り組むという生活を送っていた。

### ナポリ
SSCナポリの下部組織でキャリアをスタートさせ、2010年1月24日、リヴォルノ戦でプロデビューを果たした。数週間後にSSカヴェーセへレンタル移籍した。2010年夏、ズデネク・ゼーマン率いるフォッジャ・カルチョへ共同保有の形で移籍し、33試合に出場し19ゴールを記録。2011年7月8日、再びゼーマンのいるデルフィーノ・ペスカーラ1936にレンタル移籍した。ここで37試合に出場し18ゴールを記録し、ペスカーラの1部昇格に貢献。
2012年にナポリへ復帰。復帰1年目の2012-13シーズンからPSGへ移籍したエセキエル・ラベッシが務めていた3-5-2のセカンドトップのレギュラーとして37試合に出場し、クラブの2位およびCL出場権獲得に貢献。2016-17シーズンは37試合18得点を記録し、CL出場権獲得に貢献した。また、このシーズン、センターフォワードにコンバートされたドリース・メルテンス、右ウイングのホセ・マリア・カジェホンとともに強力３トップを形成し、ナポリはリーグ最多の94得点を記録し、最終節までユベントスとスクデットを争った。2017-18シーズンは序盤から好調を維持。2017年10月14日のローマ戦で決勝ゴールを記録し、ナポリでの公式戦100ゴールを達成した。
2019年2月、マレク・ハムシク退団によりチームの新キャプテンに就任した。
2019-20シーズン、セリエA第21節ユヴェントス戦で決勝ゴールを決め、勝利に貢献した。
2020-21シーズン、セリエA第5節ベネヴェント戦では、ベネベントに所属する弟ロベルトとの兄弟対決が実現し、揃ってゴールを決めた。兄弟が揃って得点するのはセリエA史上2組目のことである。シーズン中は公式戦48試合に出場し19ゴール11アシスト、この活躍でFCバルセロナからの関心が報じられた。しかしナポリから契約延長の意思が無く2021-22シーズンをもってナポリを退団することとなった。ホーム最終戦ではPKによるゴールを挙げた。

### トロントFC
2022年1月9日、同年夏でのナポリ退団と、同時期のメジャーリーグサッカー(MLS)のトロントFCへ完全移籍することが発表された。

## 代表経歴
イタリア代表として各年代で出場し、2012年9月11日に行われた2014年W杯予選のマルタ戦にてA代表デビュー。2013年8月14日のアルゼンチンとの親善試合で代表初得点を挙げた。2017年からは10番を任されている。
2021年、ユーロ2020の開幕戦、トルコ戦で1ゴールを決めて勝利に貢献した。準々決勝のベルギー戦ではチーム2点目となる決勝ゴールを決めて、準決勝進出に貢献した。

## 人物
弟のロベルト・インシーニェもプロサッカー選手である。
2016年2月26日、妻や友人を乗せた車の運転中に強盗に襲われた。現金や貴重品などを盗まれたものの、幸い怪我はなかった。
サッカー選手としてはかなり小柄な部類である。UEFAチャンピオンズリーグ 2019-20のバルセロナ戦1stレグにて、選手入場シーンで背の高いエスコートキッズと組むことになり、他の選手がやるように後ろから肩に手を置くのではなく横に並んで肩を組む姿が話題になった。

## 個人成績
| クラブ成績 | クラブ成績 | クラブ成績 | リーグ | リーグ | カップ       | カップ       | 国際大会       | 国際大会       | 通算 | 通算 |
| シーズン   | クラブ     | リーグ     | 出場   | 得点   | 出場         | 得点         | 出場           | 得点           | 出場 | 得点 |
| イタリア   | イタリア   | イタリア   | リーグ | リーグ | イタリア杯   | イタリア杯   | ヨーロッパ     | ヨーロッパ     | 通算 | 通算 |
| ---------- | ---------- | ---------- | ------ | ------ | ------------ | ------------ | -------------- | -------------- | ---- | ---- |
| 2009-10    | ナポリ     | セリエA    | 1      | 0      | 0            | 0            | -              | -              | 1    | 0    |
| 2012-13    | ナポリ     | セリエA    | 37     | 5      | 1            | 0            | 5              | 0              | 43   | 5    |
| 2013-14    | ナポリ     | セリエA    | 36     | 3      | 5            | 3            | 10             | 3              | 51   | 9    |
| 2014-15    | ナポリ     | セリエA    | 20     | 2      | 1            | 0            | 7              | 0              | 28   | 2    |
| 2015-16    | ナポリ     | セリエA    | 37     | 12     | 0            | 0            | 5              | 1              | 42   | 13   |
| 2016-17    | ナポリ     | セリエA    | 37     | 18     | 4            | 1            | 8              | 1              | 49   | 20   |
| 2017-18    | ナポリ     | セリエA    | 37     | 8      | 2            | 1            | 9              | 5              | 48   | 14   |
| 2018-19    | ナポリ     | セリエA    | 28     | 10     | 2            | 0            | 11             | 4              | 41   | 14   |
| 2019-20    | ナポリ     | セリエA    | 37     | 8      | 4            | 3            | 5              | 2              | 46   | 13   |
| 2020-21    | ナポリ     | セリエA    | 35     | 19     | 4            | 0            | 8              | 0              | 48   | 19   |
| 2021-22    | ナポリ     | セリエA    | 32     | 11     | 0            | 0            | 5              | 2              | 37   | 13   |
| 通算       | 通算       | 通算       | 337    | 96     | 23           | 8            | 73             | 18             | 433  | 122  |
| アメリカ   | アメリカ   | アメリカ   | リーグ | リーグ | USオープン杯 | USオープン杯 | 北中米カリブ海 | 北中米カリブ海 | 通算 | 通算 |
| 2022       | トロント   | MLS        | 11     | 6      | 1            | 0            | -              | -              | 12   | 6    |
| 2023       | トロント   | MLS        | 20     | 4      | 1            | 1            | -              | -              | 21   | 5    |
| 通算       | 通算       | 通算       | 31     | 10     | 2            | 1            | -              | -              | 33   | 11   |
| 総通算     | 総通算     | 総通算     | 447    | 142    | 33           | 18           | 73             | 18             | 553  | 178  |

## 代表歴

### 出場大会
- イタリア代表
  - 2014 FIFAワールドカップ

### 試合数
- 国際Aマッチ 54試合 10得点（2012年-2022年）[13]

| イタリア代表 | 国際Aマッチ | 国際Aマッチ |
| 年           | 出場        | 得点        |
| ------------ | ----------- | ----------- |
| 2012         | 1           | 0           |
| 2013         | 3           | 1           |
| 2014         | 2           | 0           |
| 2015         | 0           | 0           |
| 2016         | 7           | 1           |
| 2017         | 8           | 1           |
| 2018         | 9           | 1           |
| 2019         | 4           | 3           |
| 2020         | 4           | 0           |
| 2021         | 15          | 3           |
| 2022         | 1           | 0           |
| 通算         | 54          | 10          |

## タイトル

### クラブ
デルフィーノ・ペスカーラ1936
- セリエB ： 2011-12

SSCナポリ
- コッパ・イタリア ： 2013-14　2019-20
- スーペルコッパ・イタリアーナ ： 2014

### 代表
イタリア代表
- UEFA欧州選手権：1回 (2021)